# Pustulose palmo-plantaire

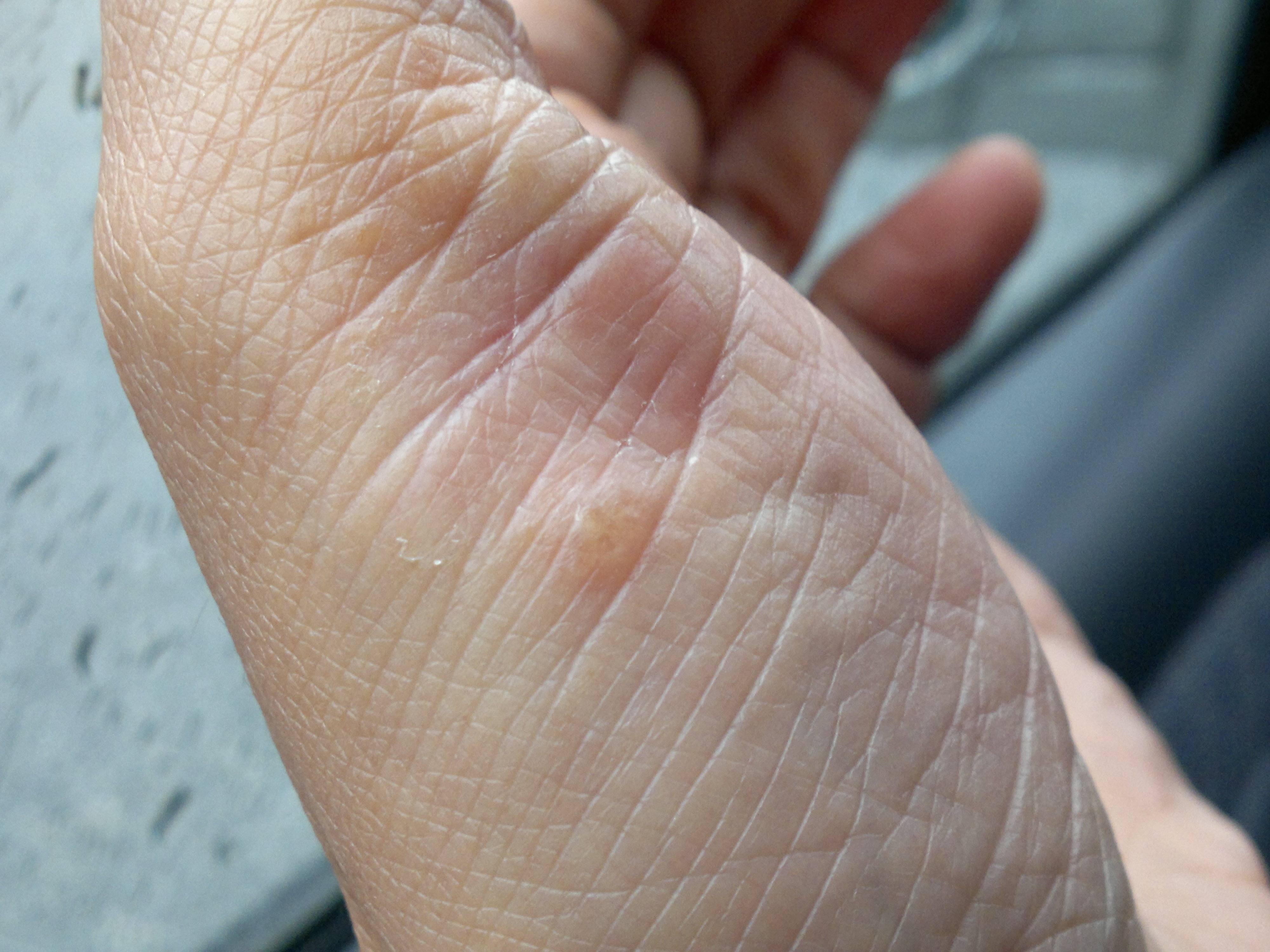
Pustulose palmo-plantaire.

La pustulose palmo-plantaire est une forme rare de psoriasis, pouvant s'associer à une atteinte articulaire sternale ou sterno-claviculaire (syndrome SAPHO).
L'aspect est celui de placards rouges érythémateux couvert de boutons blancs, les pustules, localisés à la paumes des mains et parfois à la plante des pieds. Cette éruption est chronique mais peut disparaitre en laissant des taches brunes (des macules) ou parfois des desquamations. 
Il peut s'agir des prémices d'une éruption pustuleuse plus généralisée dans le cadre d'un psoriasis pustuleux mais c'est la forme localisée aux mains et aux pieds qui reste la forme la plus fréquente.